# یورن اسپیلیرز
یورن اسپیلیرز (انگلیسی: Jorne Spileers؛ زادهٔ ۲۱ ژانویهٔ ۲۰۰۵) بازیکن فوتبال اهل بلژیک است.
از باشگاه‌هایی که در آن بازی کرده‌است می‌توان به باشگاه فوتبال کلوب بروژ اشاره کرد.
وی همچنین در تیم‌های ملی فوتبال زیر ۱۷ سال بلژیک، زیر ۱۹ سال بلژیک و زیر ۲۱ سال بلژیک بازی کرده‌است.